# Vasílios Bárkas
Pour les articles homonymes, voir Barkas.
Vasílios « Vasílis » Bárkas (grec moderne : Βασίλειος «Βασίλης» Μπάρκας), né le 30 mai 1994 à Zetten aux Pays-Bas, est un footballeur international grec qui joue au poste de gardien de but au FC Utrecht.

## Biographie

### Atromitos
Né à Zetten aux Pays-Bas, Vasílios Bárkas est un pur produit du centre de formation de l'Atromitos FC. Il joue son premier match professionnel avec son club le 20 mai 2015 face au PAOK Salonique (1-1).

### AEK Athènes
Alors qu'il est courtisé par plusieurs clubs, Vasílios Bárkas rejoint l'AEK Athènes juillet 2016. Il est dans un premier temps la doublure de Yiánnis Anéstis. Le 26 novembre 2016 il joue son premier match de Superleague Elláda avec l'AEK, lors d'une rencontre remportée par son équipe face au Platanias FC (3-0).
Lors de la saison 2017-2018 il devient Champion de Grèce avec l'AEK Athènes.

### Celtic Glasgow
Le 30 juillet 2020, Vasílios Bárkas rejoint l'Écosse en s'engageant pour quatre ans avec le Celtic Glasgow. Le transfert est estimé à environ 4,5 millions d'euros. Il joue son premier match pour le Celtic le 9 août 2020 lors de la deuxième journée de la saison 2020-2021 du championnat d'Écosse face au Kilmarnock FC (1-1). Touché au dos lors d'une collision face à l'AC Milan (défaite 1-3) en Ligue Europa le 22 octobre, il manque la journée de championnat suivante. Il perd progressivement sa place de titulaire sur la deuxième partie de saison, Scott Bain lui étant préféré.
Lors de la saison 2021-2022, il descend au troisième rang dans la hiérarchie des gardiens, derrière Joe Hart et Scott Bain. Il profite de l'absence de ces deux derniers pour disputer son premier match de la saison le 26 décembre face à St Johnstone (20e journée, victoire 1-3).

### FC Utrecht
Le 7 juin 2022, le FC Utrecht annonce le recrutement de Vasílios Bárkas sous la forme d'un prêt d'une saison.
Le 28 juillet 2023, Bárkas s'engage définitivement avec le FC Utrecht, pour une saison, avec une autre en option.

### En sélection
Le 27 mars 2018, Vasílios Bárkas honore sa première sélection avec la Grèce lors d'un match amical contre l'Égypte. Il entre en jeu ce jour-là et son équipe s'impose sur le score de un but à zéro.

## Palmarès
AEK Athènes
- Champion de Grèce en 2018